# 297 Цецилія
297 Цецилія (297 Caecilia) — астероїд головного поясу, відкритий 9 вересня 1890 року Огюстом Шарлуа у Ніцці.
Тіссеранів параметр щодо Юпітера — 3,175.